# Дереволаз-червонодзьоб бразильський
Дереволаз-червонодзьоб бразильський (Hylexetastes uniformis) — вид горобцеподібних птахів родини горнерових (Furnariidae). Мешкає в Амазонії. Раніше вважався конспецифічним зі східним дереволазом-червонодзьобом.

## Поширення і екологія
Бразильські дереволази-червонодзьоби мешкають в Бразилії (на південь від Амазонки, від Мадейри та її приток на схід до Токантінса і Арагуаї, на південь до південного заходу Мату-Гросу), а також на північному сході Болівії (північний схід Санта-Крусу). Вони живуть у вологих рівнинних тропічних лісах. Зустрічаються на висоті до 600 м над рівнем моря.